# Фінал кубка Англії з футболу 1909
Фінал кубка Англії з футболу 1909 — 38-й фінал найстарішого футбольного кубка у світі. Учасниками фіналу були «Бристоль Сіті» і «Манчестер Юнайтед». Володарем кубкового трофею став «Манчестер Юнайтед».

## Шлях до фіналу
| «Бристоль Сіті» | «Бристоль Сіті» | «Бристоль Сіті»                                                   | Раунд           | «Манчестер Юнайтед»        | «Манчестер Юнайтед» | «Манчестер Юнайтед»      |
| --------------- | --------------- | ----------------------------------------------------------------- | --------------- | -------------------------- | ------------------- | ------------------------ |
| Суперник        | Результат       | Матчі                                                             |                 | Суперник                   | Результат           | Матчі                    |
| «Саутгемптон»   | 3—1             | 2—1 вдома, 2—0 на виїзді (перегравання)                           | Перший раунд    | «Брайтон енд Гоув Альбіон» | 1—0                 | 1—0 вдома                |
| «Бері»          | 3—2             | 2—2 вдома, 1—0 на виїзді (перегравання)                           | Другий раунд    | «Евертон»                  | 1—0                 | 1—0 вдома                |
| «Норвіч Сіті»   | 2—0             | 2—0 вдома                                                         | Третій раунд    | «Блекберн Роверз»          | 6—1                 | 6—1 вдома                |
| «Глоссоп»       | 1—0             | 0—0 на виїзді, 1—0 вдома (перегравання)                           | Четвертий раунд | «Бернлі»                   | 3—2                 | 3—2 на виїзді            |
| «Дербі Каунті»  | 5—2             | 2—2 на нейтральному полі, 3—0 на нейтральному полі (перегравання) | 1/2 фіналу      | «Ньюкасл Юнайтед»          | 1—0                 | 1—0 на нейтральному полі |

## Матч
| 24 квітня 1909 |

| Бристоль Сіті | 0:1      | Манчестер Юнайтед |
| ------------- | -------- | ----------------- |
|               | Протокол | Тернбулл 22'      |

| Крістал Пелес, Лондон Глядачів: 71 401 Арбітр: Дж. Мейсон |

|  |  |

|                  |  |                |  |
|                  |  |                |  |
| В                |  | Гаррі Клей     |  |
| З                |  | Арчі Аннан     |  |
| З                |  | Джо Коттл      |  |
| ПЗ               |  | Пет Ганлін     |  |
| ПЗ               |  | Біллі Ведлок   |  |
| ПЗ               |  | Артур Спір     |  |
| Н                |  | Фред Станіфорт |  |
| Н                |  | Боб Гарді      |  |
| Н                |  | Сем Джилліган  |  |
| Н                |  | Енді Бартон    |  |
| Н                |  | Френк Гілтон   |  |
| Головний тренер: |  |                |  |
| Гаррі Тікітт     |  |                |  |

|                  |  |                   |  |
|                  |  |                   |  |
| В                |  | Гаррі Могер       |  |
| З                |  | Джордж Стейсі     |  |
| З                |  | Вінс Гейз         |  |
| ПЗ               |  | Дік Дакворт       |  |
| ПЗ               |  | Чарлі Робертс (c) |  |
| ПЗ               |  | Алекс Белл        |  |
| Н                |  | Біллі Мередіт     |  |
| Н                |  | Гарольд Галс      |  |
| Н                |  | Джиммі Тернбулл   |  |
| Н                |  | Сенді Тернбулл    |  |
| Н                |  | Джордж Волл       |  |
| Головний тренер: |  |                   |  |
| Ернест Менгналл  |  |                   |  |